# Crpna hidroelektrana Čapljina
Crpna hidroelektrana Čapljina je crpno akumulacijska reverzibilna hidroelektrana. Nalazi se na donjem toku rijeke Trebišnjice, u Hercegovačko-neretvanskoj županiji, na području triju općina: Čapljine, Neuma i Ravnoga. Gradnja je počela krajem 1972. Prvotni projekt iz prosinca 1968. predviđao je klasičnu hidroelektranu s dva agregata, ukupne snage 270 MW, ali je konačnim projektom prihvaćeno rješenje s dvjema reverzibilnim skupinama s Francis crpkama, jedinične snage 240 MVA. Puštena je u pogon 25. studenog 1979. U vrijeme puštanja u pogon, snaga CHE Čapljina iznosila je više od 50% snage ostalih hidroelektrana u Bosni i Hercegovini.
Nizvodno od brane Gorica, uglavnom na trasi rijeke Trebišnjice, izgrađen je dovodni kanal do gornjeg kompenzacijskog bazena (gornje akumulacije), jezera Vrutak, kojim se elektrana opskrbljuje vodom. Kanal je dug 65 km, a površine betonske obloge je 2.200.000 m², što je za to vrijeme bio izuzetan građevinski pothvat. Gornji kompenzacijski bazen je površine 70 ha, volumena 7,2 hm³, od čega korisnoga 6,5 hm³, i nalazi se u neposrednoj blizini mjesta Hutovo, u Popovu polju. Iz njega, voda se dovodi do podzemne strojarnice tunelom promjera 8 metara i dužine 8.105 metara. Iz elektrane, voda se ispušta u donji kompenzacijski bazen (donju akumulaciju), Svitavsko jezero, a iz njega je moguće regulirano ispuštanje vode u rijeku Neretvu. Donji kompenzacijski bazen je površine 1.000 ha te maksimalnog volumena 44.000.000 m³. Podzemna strojarnica je smještena duboko u kršu, a njene dimenzije su 24×98×77 m (širina×duljina×dubina) što je čini jednom od najvećih objekata te vrste u svijetu. Osim vlastite proizvodnje, elektrana radi i u crpnom načinu rada, kada crpke vraćaju vodu iz donjeg u gornji kompenzacijski bazen, koristeći pri tom jeftiniju energiju iz el.mreže.
Hidroelektranom upravlja i održava ju Elektroprivreda Hrvatske zajednice Herceg Bosne.

## Tehničke karakteristike
Osnovni podatci:
- broj agregata: 2
- instalirana snaga: 420 MW
- instalirani proticaj: 225 m³/sec
- tehnički minimum po agregatu: 140 MW
- srednja godišnja proizvodnja: 620 GWh
- energija od 1 m³ vode: 0,52 kWh
- količina vode za 1 kWh: 1,93 m³
- ukupan stupanj korisnog djelovanja (crpka-turbina): 74%
- energetska vrijednost akumulacije: 3,40 GWh
- bruto pad - maksimalni: 227,7 m
- bruto pad - minimalni: 221 m
- kota donje vode: 3 m.n.m
- tip turbine: Francis-reverzibilni
- maksimalna radna kota: 231,5 m.n.m
- minimalna radna kota: 224 m.n.m
- nominalni protok dovodnog kanala: 50 m³/sec
- maks. razina jezera - turbinski rad: 244 m.n.m
- minimalna kota donjega kompezacijskog bazena: 2,3 m.n.m
- maks. kota donjega kompezacijskog bazena: 5,8 m.n.m

Generatori:
- tip: Trofazni sinkroni
- proizvođač: AEG
- prividna snaga: 240 MVA
- način hlađenja statora: zrak - voda
- način hlađenja rotora: zrak
- broj okretaja: 300 o/min

Turbine - crpke:
- tip: Francis
- proizvođač: Riva - Calconi
- instalirana snaga: 250 MW
- broj obrtaja - nominalni: 300 obr/min
- broj obrtaja - pobjega: 480 obr/min
- nominalni protok u turbinskom radu: 112,5 m³/sec
- nominalni protok u crpnom radu: 85 m³/sec

## Vanjske poveznice
- Podatci o CHE Čapljina na stranicama Elektroprivrede HZHB